# Holderbank (Argowia)
Holderbank (gsw. Houderbank) – gmina (niem. Einwohnergemeinde) w Szwajcarii, w kantonie Argowia, w okręgu Lenzburg. Liczy 1 408 mieszkańców (31 grudnia 2020). 